# Ошибка Оноре де Бальзака
«Ошибка Оноре де Бальзака» — советский художественный фильм, снятый в 1968 году режиссёром Тимофеем Левчуком на киевской киностудии им. А. Довженко.
Премьера фильма состоялась в январе 1969 года. Директор картины — Леонид Корецкий.

## Сюжет
Оноре де Бальзак, решивший написать книгу о крестьянах, понимает, что абсолютно ничего не знает об украинском народе и о своей любимой — польской помещице и подданной Российской империи овдовевшей графине Эвелине Ганской, и собирается в Россию. Близкий друг Виктор Гюго намекает ему, что он совершает ошибку, связываясь с этой женщиной.
Высший свет империи сплетничает о писателе и его отношениях с Ганской, которая долго не может выйти замуж за Бальзака. По законам Российской империи разрешение на вступление в брак с иностранным подданным и на вывоз за границу родового состояния может дать только сам император Николай I.
В Петербурге за спиной Бальзака злословят и насмехаются над ним, над его происхождением, над его работами… Но влюблённые не обращают на это всё внимания, для них главное — чтобы им разрешили пожениться и они смогли уехать во Францию. Только после передачи состояния своей единственной дочери Эвелина смогла бы выйти вторично замуж.
В сентябре 1848 года Бальзак приезжает в её поместье, будучи уже постаревшим и очень больным человеком. Ганская, увидев беспомощность Бальзака, и сама устав от одиночества, решается на брак.

## В ролях
- Виктор Хохряков — Оноре де Бальзак
- Руфина Нифонтова — графиня Эвелина Ганская
- Ярослав Геляс — полковник Кароль Ганский
- Владимир Белокуров — Зарицкий
- Степан Бирилло — Госслен, издатель
- Иван Миколайчук — Левко, крепостной лакей графини Эвелины Ганской
- Раиса Недашковская — Анна Мнишек
- Валентинс Скулме — Юрий Мнишек
- Георгий Георгиу — Гальперин, банкир
- Владимир Гайдаров — генерал Бибиков
- Иван Дмитриев — Москаленко
- Игорь Дмитриев — Давыдов
- Валерия Заклунная — Марина, любимая Левка
- Михаил Сидоркин — Шерстиневич
- Харий Лиепиньш — Янковский, священник
- Стасис Пятронайтис — Юзефович
- Ольгертс Шалконис — Ламартин
- Николай Крюков — Виктор Гюго
- Сергей Полежаев — Николай I
- Евгения Опалова — мать Бальзака
- Ляля Боброва — цыганка
- Иван Кононенко-Козельский — помещик Галаган
- Анатолий Сивак — мальчик в корчме